# Puymoyen
Puymoyen is een gemeente in het Franse departement Charente (regio Nouvelle-Aquitaine). De plaats maakt deel uit van het arrondissement Angoulême. Puymoyen telde op 1 januari 2022 2.394 inwoners. 

## Geografie
De oppervlakte van Puymoyen bedroeg op 1 januari 2022 7,26 vierkante kilometer; de bevolkingsdichtheid was toen 329,8 inwoners per km².
De onderstaande kaart toont de ligging van Puymoyen met de belangrijkste infrastructuur en aangrenzende gemeenten.

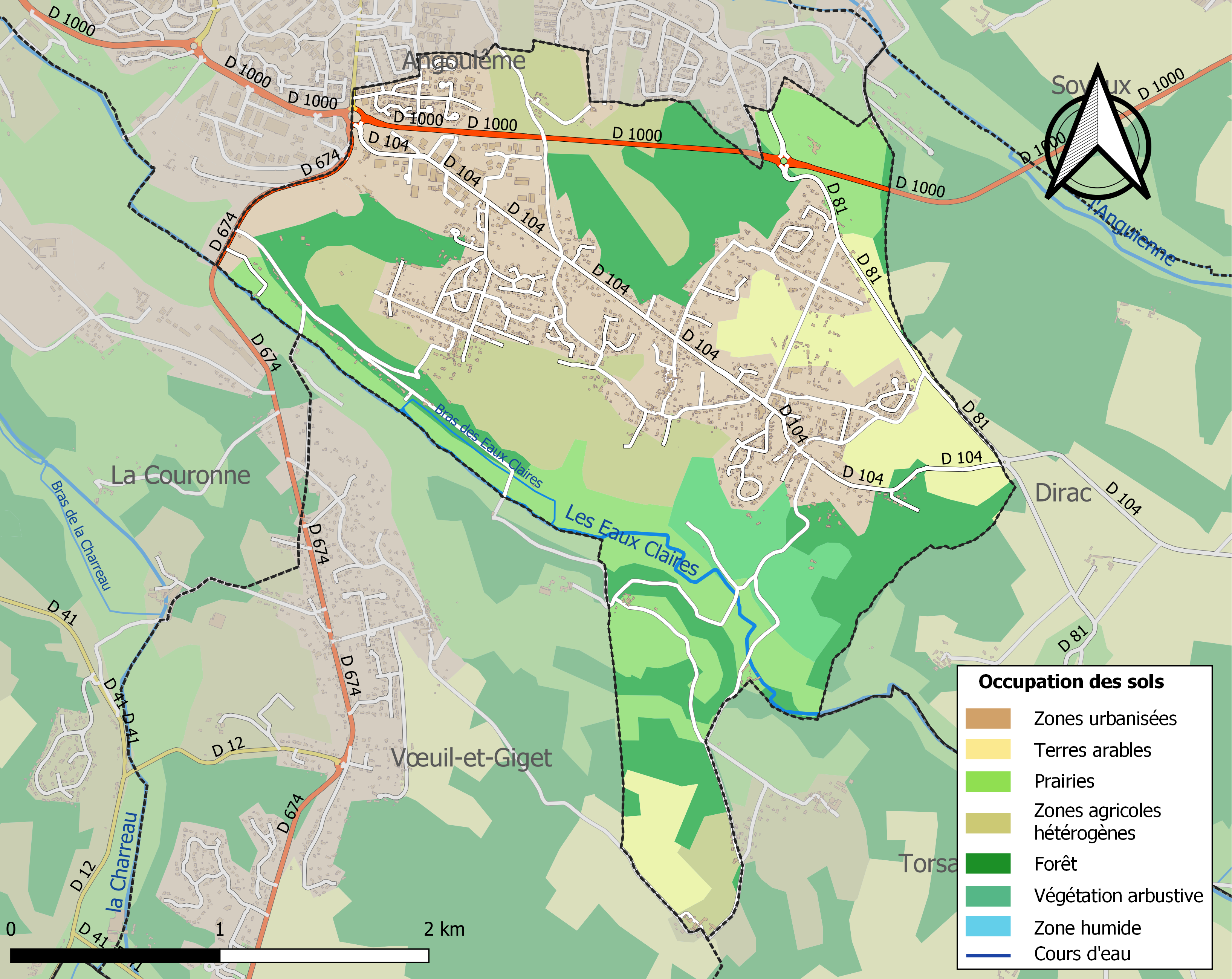

## Demografie
Onderstaande figuur toont het verloop van het inwonertal (bron: INSEE-tellingen).